# Doucy
Doucy est une ancienne commune française du département de la Savoie. En 1972, la commune fusionne avec cinq autres communes pour former la commune de  La Léchère.

## Toponymie
Doucy cherche son origine dans le nom d’un propriétaire romain, Ducius.

## Histoire
Dans la nuit du 29 au 30 septembre 1869, le bourg est ravagé par un incendie parti du centre du village. Quatre personnes d'une même famille, les Beauquis, périssent carbonisées. 50 maisons, 60 granges et toute la récolte de l'année sont détruites. Plusieurs souscriptions sont organisées pour venir en aide aux 350 habitants privés d'abri et de ressources.
En 1972, la commune fusionne avec Celliers, Naves, Notre-Dame-de-Briançon, Petit-Cœur et Pussy pour former la commune de  La Léchère. La commune obtient le statut de commune associée jusqu'en 2019 à la suite de l'absorption de Bonneval et Feissons-sur-Isère par La Léchère, ce qui fait que l'ensemble des communes associées deviennent des communes déléguées.

## Population et société

### Démographie
L'évolution du nombre d'habitants est connue à travers les recensements de la population effectués dans la commune depuis 1793. Pour les communes de moins de 10 000 habitants, une enquête de recensement portant sur toute la population est réalisée tous les cinq ans, les populations de référence des années intermédiaires étant quant à elles estimées par interpolation ou extrapolation. Pour la commune, le premier recensement exhaustif entrant dans le cadre du nouveau dispositif a été réalisé en 2007.
En 2016, la commune comptait 369 habitants.
| 1793 | 1800 | 1806 | 1821 | 1836 | 1846 | 1856 | 1861 | 1866 |
| ---- | ---- | ---- | ---- | ---- | ---- | ---- | ---- | ---- |
| 621  | 592  | 590  | 692  | 714  | 731  | 654  | 637  | 641  |

| 1872 | 1876 | 1881 | 1886 | 1891 | 1896 | 1901 | 1906 | 1911 |
| ---- | ---- | ---- | ---- | ---- | ---- | ---- | ---- | ---- |
| 641  | 602  | 586  | 565  | 544  | 536  | 538  | 522  | 492  |

| 1921 | 1926 | 1931 | 1936 | 1946 | 1954 | 1962 | 1968 | 2016 |
| ---- | ---- | ---- | ---- | ---- | ---- | ---- | ---- | ---- |
| 408  | 375  | 369  | 353  | 365  | 357  | 320  | 324  | 369  |

## Culture locale et patrimoine

### Lieux et monuments
- Église Saint-André de Doucy (XVIIe siècle, XIXe siècle), dans un style baroque[9],[10] ;

## Pour approfondir